# In a Valley of Violence
In a Valley of Violence (pt/br: Terra Violenta) é um filme americano de faroeste dirigido, escrito, produzido e editado por Ti West. Jason Blum serve como produtor através de sua produtora Blumhouse Productions. É estrelado por Ethan Hawke, Taissa Farmiga, James Ransone, Karen Gillan e John Travolta.
O filme teve sua estreia mundial no South by Southwest em 12 de março de 2016. Está programado para ser lançado em 16 de setembro de 2016 pela Focus World.

## Sinopse
Ambientado nos Estados Unidos do final do século XIX, um homem misterioso, sempre acompanhado de sua cadela, chega em uma pequena cidade em busca de vingança pelo assassinato do seu amigo. O ato de violência arrasta toda a cidade em uma batalha sangrenta.

## Elenco
- Ethan Hawke como Paul
- Jumpy como Abbie (cadela)
- Taissa Farmiga como Mary-Anne
- James Ransone como Oficial Gilly Martin
- Karen Gillan como Ellen
- John Travolta como Marshal Clyde Martin
- Burn Gorman como Priest
- Toby Huss como Harris
- Larry Fessenden como Roy
- K. Harrison Sweeney como William T. Baxter
- Tommy Nohilly como Tubby